# Чарторижский, Лев Иванович
Лев Иванович Чарторижский (1828 — 3 июня 1868 года) — генерал-майор, енисейский губернатор.

## Биография
Воспитывался в 1-м Кадетском корпусе, который окончил в августе 1846 году и вступил в службу в лейб-гвардии Семёновский полк. Затем поступил в Военную академию, которую окончил в 1852 году и был причислен к гвардейскому Генеральному штабу. В 1855 году был назначен дивизионным квартирмейстером 2-й легкой кавалерийской дивизии. В 1854 году Чарторижский участвовал в военных действиях в Малой Валахии и отличился при осаде Силистрии.
В 1857 году был назначен начальником штаба 3-й гвардейской пехотной дивизии, а в 1860 году — исправляющим должность директора учебного Лисинского лесничества.
В 1864 году Чарторижский был произведен в генерал-майоры, а затем причислен к Министерству внутренних дел. 29 февраля 1868 года был назначен Енисейским губернатором, в каковой должности пробыл до 24 мая того же года.